# 馬蹄鬆
马蹄鬆是浙江温州传统的特色点心，最早出现于乐清白象镇，始于清雍正年间。
马蹄鬆皮脆馅软，是以面粉拌红糖作皮，咸肉、芝麻粉、红瓜丝、及桂花作馅，在高温火炭炉桶内壁用明火烘烤而成。外形边斜，上有开口微显糖心，状如「马蹄」，又鬆脆可口，故得名。